# هواري الدوفان
هواري الدوفان (10 مايو 1971 -) هو مغني راي جزائري.

## حياته ونشأته
ولد هواري سيواني، في وهران، الهواري ابن لأب قبائلي وأم وهرانية، عاش طفولته في الدرب وباراديس (عين الترك) في منزل جدته، بعد وفاة والدته في طفولته.
في سن الخامسة عشرة، هواري يبدأ الغناء الراي في المطاعم وللأفراح. وفي سن مبكرة، التحق بمعهد وهران. وقدم أول مشاهد له، في الأفراح الشابة والطموحة، والزفاف المنظمة في المدينة والبلدات المحيطة بها. دعي في كل مرة، للغناء مع فرقته الموسيقية الصغيرة. بدأ بناء مسيرته المهنية مع ازدياد سمعته في عام 1996  م .في حين أنه يغني أيضا في ملهى ليلي يدعى "الدلفين الوردي"، والذي أخذ منه لقب دوفين.

## أعماله
أطلق ألبومه الأول مع كلمات كتبها العزيز غوربالي، في حين حمل التركيب توقيعه، رافقه ثلاثة موسيقين في هذا الألبوم وهم: علي بو عبد الله، حسين شريّط وهواري شومال. الألبوم، الذي عنوان الاغنية الأشهر «يا لميما خليني نروح» (ياأماه دعيني أرحل) وهو بداية قوية لجذب الجمهور. وفي وقت لاحق، قام بجولات في: فرنسا، سويسرا، بلجيكا، النرويج، السويد، هولندا حتى كندا.
وقد استضاف الهواري بعض المهرجانات في الجزائر مثل مهرجان وهران السينمائي أو مهرجان جميلة للأغنية العربية وفي الدول المجاورة في تونس والمغرب.
هواري يسجل العديد من الألبومات. في ما يقرب من عشر سنوات، كان لديه حوالي أربعين شريط كاسيت في السوق. أشهر ألقابه هي: كيف راي إهابالني وماماميا، صدر عام 1997، ويلي ويلي ما دارت فيا شيرا، صدر عام 1999، نكري لومري في شيراتون، صدر عام 2001، تشال نبغي نقولاش عامري، يعود تاريخه إلى عام 2002، أنا أفكر فيك، صدر عام 2004، مهاتما نخالك، صدر عام 2006.

## المهرجانات
كان هواري مقدم لبعض المهرجانات في الجزائر مثل مهرجان وهران الدولي للفيلم العربي أو مهرجان الأغنية العربية جميلة وفي بلد مجاور تونس والمغرب. وسجل هواري العديد من الألبومات. منذ ما يقرب من عشر سنوات، لديه حوالي أربعين شريط سمعي في السوق. العناوين المعروفة هي: «كيف راي هبلني» و«مامامية» الذي صدر في عام 1997  م ، «ويلي ويلي ما دارت في الشيرة» الذي صدر في عام 1999  م «نكري لعمري في الشيراتون»، الذي صدر في عام 2001  م و «شحال نبغي نقلش عمري »، في عام 2006  م.

## ألبومات
- 1997 – «كيف راي هبلني»
- 1997 – «مامامية»
- 1999 – «ويلي ويلي ما دارت في الشيرة»
- 2001 – «نكري لعمري في الشيراتون»
- 2006 – «شحال نبغي نقلش عمري »
- 2008 – «مزال ما بريت ملي كواك»
- 2010 – «تعرفيني نبغيك»
- 2010 – «تاكسي»
- 2010 – «حبيبة قلبي»
- 2010 – «جو بانس ا توا، جو بانس»:
- 2011 – «مال عمري تبكي»
- 2011 – «رزقي و مالي»
- 2011 – «شكون لى  تعيطلى» من التي تنادي (تهاتف) ني
- 2011 – «خايف عليك»
- 2011 – «رودي بالك»:خذي حذرك
- 2011 – «محتمة نخليك»: مضطر لتركك
- 2012 – «سي فاسيل نربحلك العيب» : أمر سهل أن أخاصمك
- 2012 – «العلا بغات»: ارادت العلو
- 2014 – «درتيلي الرغوة»: وضعتي علي الغشاوة
- 2015 – «زهري» :حظي
- 2016 – «يا ملاك»

## انظر ايضًا
- الشاب خالد
- الشاب مامي